# Stanton Fitzwarren
Stanton Fitzwarren – wieś w Anglii, w hrabstwie ceremonialnym Wiltshire, w dystrykcie (unitary authority) Swindon. Leży 60 km na północ od miasta Salisbury i 113 km na zachód od Londynu.